# Dies irae Verfaulen segen
『Dies irae Verfaulen segen』（ディエス・イレ・フェア・ファオレン・ゼーゲン）は、日本のアダルトゲーム『Dies irae -Also sprach Zarathustra-』（ディエス・イレ アルゾ・シュプラーハ・ツァラトゥストラ）のスピンオフドラマCDである。

## 概要
2009年12月25日に発売された『Dies irae -Also sprach Zarathustra-』の完全版『Dies irae ~Acta est　Fabula~』に登場し、人気を博したキャラクター「ベアトリス・ヴァルトルート・フォン・キルヒアイゼン」と「櫻井戒」の間に起こったゲームの11年前の過去が語られているドラマCDである。2010年4月23日オリジナルサウンドトラック『Neuen Welt Synphonie』と同時発売された。

## 登場人物

### 主要人物
櫻井 戒（さくらい かい） - 声：石川ゆうすけ
この物語の主役である月乃澤学園に通う生徒。暫定聖槍十三騎士団・黒円卓第二位『死を喰らう者（トバルカイン）』。二年前に『黒円卓の聖槍（ヴェヴェルスブルグ・ロンギヌス）』を継承した。偽槍を継承したため余命がないことを悟っている。自分の代で櫻井の呪いを終わらせ、螢に累が及ばないことを第一に考えている。
整った顔立ちから女生徒に人気があるが本人はそれを理解していない。
ベアトリス・ヴァルトルート・フォン・キルヒアイゼン (Beatrice Waltrud von Kircheisen) - 声：かわしまりの
聖槍十三騎士団・黒円卓第五位『戦乙女（ヴァルキュリア）』。戒、螢の監視役として同じ月乃澤学園に通っている。戒の剣の師匠でもあり、二人と付き合っていくにつれ任務以上の気持ちを持つようになる。

### 聖槍十三騎士団団員
ヴァレリア・トリファ (Valeria Trifa) - 声：青島刃
聖槍十三騎士団・黒円卓第三位『神を運ぶ者（クリストフ・ローエングリーン）』。
ヴィルヘルム・エーレンブルグ (Wilhelm Ehrenburg) - 声：杉崎和哉
聖槍十三騎士団・黒円卓第四位『串刺し公（カズィクル・ベイ）』。
ルサルカ・シュヴェーゲリン (Rusalka Schwägerin) - 声：木村あやか
聖槍十三騎士団・黒円卓第八位『魔女の鉄槌（マレウス・マレフィカルム）』。
ロート・シュピーネ (Rot Spinne) - 声：三川春人
聖槍十三騎士団・黒円卓第十位『紅蜘蛛（ロート・シュピーネ）』。
リザ・ブレンナー (Riza Brenner) - 声：彩世ゆう
聖槍十三騎士団・黒円卓第十一位『大淫婦（バビロン・マグダレナ）』。

### 東方正教会・双頭鷲団員
ジークリンデ・エーベルヴァイン (Sieglinde Eberwein) - 声：巻乃あげは
東方正教会・双頭鷲局長。レーベンスボルンの落とし子でゾーネンキントの枝である。超人計画を受け継いだ東側諸国に匿われ生まれた超能力者でテレパシー、サイコメトリー、透視、未来予知など複数の能力を持っている。騎士団員の防御力を落とす為に「ある物」を博物館に持ち込む。
アルフレート・デア・フォーゲルヴァイデ (Alfred Der Vogelweide) - 声：小次郎
東方正教会・双頭鷲副局長。ジークリンデの騎士であり、ベアトリスとは幼なじみの関係で剣の同門だった。その剣技は人として辿り着ける極致にあり、その実力は断頭刃の呪いの影響で魂の危機感が破壊され、エイヴィヒカイトの鎧を剥ぎ取られた状態とはいえ、形成位階のベアトリスとまともに切り結べることからも窺い知れる。
フォルカー・バルリング (Volker Balling) - 声：Prof.紫龍
東方正教会・双頭鷲局員。ジークリンデの騎士であり、ルーマニアのストリートチルドレンであった。その時に出会った魔女に心を奪われて、彼女に執心している。
ジェーン・ドゥ (Jane Doe) - 声：一色ヒカル
東方正教会・双頭鷲局員。ベトナムの櫻井鈴が所属していた軍隊と交戦中、乱入してきたヴィルヘルムに殺されかけた過去がある。その時以来自身がリビングデッドになったと思いこみ、年齢は五十歳近くだが若々しい姿を保っている。その若さはプラシーボ効果に加えてベトナムでヴィルヘルムに魂の何割かを削り取られた故のもの。

### 一般人
霧咲 鏡花（きりさき きょうか） - 声：水霧けいと
戒とベアトリスのクラスメート。世話焼きな性格で二人の仲を邪魔しつつもからかっている。
実は双頭鷲のスパイであり、戒、ベアトリスの監視のために月乃澤学園に在学している。剣術・格闘術に優れ、暗殺者としては相当の手練れである。普段の明るい性格も演技であり、本性は冷徹である。
氷室 玲愛（ひむろ れあ） - 声：雛見風香
聖槍十三騎士団黒円卓第六位『太陽の御子（ゾーネンキント）』。この時はまだ自分の運命を知らない。
櫻井 螢（さくらい けい） - 声：かわしまりの
戒の妹。戒の意向で十三騎士団にかけられている櫻井の呪いを知らされていない。
本城 恵梨奈（ほんじょう えりな） - 声：卯衣
月乃澤学園の生徒で戒の後輩。彼を慕い告白してくる。原作に出演する『本城恵梨依』の姉。